# Dudleya calcicola
Dudleya calcicola là một loài thực vật có hoa trong họ Crassulaceae. Loài này được Bartel & Shevock miêu tả khoa học đầu tiên năm 1983.